# Třída La Melpomène
Třída La Melpomène byla třída torpédovek francouzského námořnictva z období druhé světové války. Celkem bylo postaveno dvanáct jednotek této třídy. Ve službě byly od roku 1936.

## Stavba
Objednávka torpédovek byla reakcí na to, že odzbrojovací Londýnská námořní konference z roku 1930 neomezovala stavbu pobřežních válečných lodí s výtlakem do 600 tun. Třída byla primárně určena pro službu ve Středomoří. Původně to měla být eskortní plavidla vyzbrojená třemi 76mm  kanóny a čtyřmi 400mm torpédomety, ale jejich finální výzbroj byla odlišná. Ve službě plavidla trpěla přetížením a s tím související špatnou stabilitou. Celkem bylo postaveno dvanáct jednotek této třídy. Do stavby se zapojilo šest francouzských loděnic. Tři torpédovky postavila loděnice Ateliers et Chantiers de la Loire v Nantes, po dvou jednotkách postavily loděnice Ateliers et Chantiers de Bretagne v Nantes, Ateliers et Chantiers de la Seine-Maritime v Le Trait, Ateliers et Chantiers de France v Dunkerque a Ateliers et Chantiers Augustin-Normand v Le Havre. Poslední plavidlo postavila loděnice Chantiers Maritimes du Sud Ouest v Bordeaux. Do služby byla plavidla přijata v letech 1936–1938.
Jednotky třídy La Melpomène:
| Jméno           | Loděnice                                   | Založení kýlu | Spuštěna        | Vstup do služby | Osud |
| --------------- | ------------------------------------------ | ------------- | --------------- | --------------- | --- |
| La Melpomène    | Ateliers et Chantiers de Bretagne          | 1933          | 24. ledna 1935  | listopad 1936   | V červenci 1940 zajata Brity. Postupně předána Nizozemsku, Svobodným Francouzům, Velké Británii a zpět Francouzům. Od září 1943 v rezervě. Prodána do šrotu 1950. |
| La Pomone       | Ateliers et Chantiers de la Loire          | 1933          | 25. ledna 1935  | prosinec 1936   | V letech 1940–1942 podřízena vládě ve Vichy. Dne 8. prosince 1942 v Bizertě zajata Němci, předána Italům a zařazena jako FR42. Od května 1943 německý TA10. Dne 23. září 1943 poblíž Rhodu vážně poškozen britským torpédoborcem HMS Eclipse a 27. září 1943 potopen vlastní posádkou. |
| La Flore        | Ateliers et Chantiers de Bretagne          | 1934          | 5. března 1935  | listopad 1936   | V červenci 1940 zajata Brity a předána Svobodným Francouzům. Prodána do šrotu 1950. |
| L`Iphigénie     | Ateliers et Chantiers de la Loire          | 1933          | 18. dubna 1935  | listopad 1936   | V letech 1940–1942 podřízena vládě ve Vichy. Dne 8. prosince 1942 v Bizertě zajata Němci, předána Italům a zařazena jako FR43. Od května 1943 německý TA11. Dne 10. září 1943 v Piombinu potopen italskými tanky.                                                                      |
| La Bayonnaise   | Chantiers Maritimes du Sud Ouest           | 1934          | 28. ledna 1936  | duben 1938      | V letech 1940–1942 podřízena vládě ve Vichy. Dne 27. listopadu 1942 v Toulonu potopena vlastní posádkou. Vyzvednuta Italy a opravena jako FR44, později zajata Němci a přejmenována na TA13. Dne 25. srpna 1944 potopena vlastní posádkou.                                             |
| Bombarde        | Ateliers et Chantiers de la Loire          | 1935          | 23. března 1936 | srpen 1937      | V letech 1940–1942 podřízena vládě ve Vichy. Dne 8. prosince 1942 v Bizertě zajata Němci, předána Italům a zařazena jako FR41. Od května 1943 německý TA09. Dne 23. srpna 1944 v Toulonu potopen americkým letectvem.                                                                  |
| L`Incomprise    | Ateliers et Chantiers de la Seine-Maritime | 1934          | 14. dubna 1936  | březen 1938     | V červenci 1940 zajata Brity a předána Svobodným Francouzům. Prodána do šrotu 1950. |
| La Poursuivante | Ateliers et Chantiers de France            | 1934          | 4. srpna 1936   | listopad 1937   | V letech 1940–1942 podřízena vládě ve Vichy. Dne 27. listopadu 1942 v Toulonu potopena vlastní posádkou. |
| La Cordelière   | Ateliers et Chantiers Augustin-Normand     | 1934          | 9. září 1936    | prosinec 1937   | V červenci 1940 zajata Brity a předána Svobodným Francouzům. Prodána do šrotu 1950. |
| Baliste         | Ateliers et Chantiers de France            | 1934          | 17. března 1937 | květen 1938     | V letech 1940–1942 podřízena vládě ve Vichy. Dne 27. listopadu 1942 v Toulonu potopena vlastní posádkou. |
| Branlebas       | Ateliers et Chantiers Augustin-Normand     | 1934          | 12. dubna 1937  | březen 1938     | V červenci 1940 zajata Brity a předána Svobodným Francouzům. Dne 14. prosince 1940 ztroskotala. |
| Bouclier        | Ateliers et Chantiers de la Seine-Maritime | 1934          | 9. srpna 1937   | srpen 1938      | V červenci 1940 zajata Brity, předána Nizozemcům, zařazena 31. srpna 1940. V lednu 1941 vyřazena a předána Svobodným Francouzům. Od roku 1944 v rezervě. Prodána do šrotu 1950. |

## Konstrukce
Hlavní výzbroj představovaly dva 100mm kanóny ve dvou dělových věžích (jedna na přídi a dvě na zádi). Doplňovaly je čtyři 13,2mm kulomety a jeden dvojitý 550mm torpédomet. Dále nesly jeden spouštěč hlubinných pum a jedno vlečné protiponorkové torpédo Ginocchio. Pohonný systém tvořily dva kotle Indret a dvě turbínová soustrojí Rateau-Bretagne (nebo Parsons) o výkonu 22 000 shp, pohánějící dva lodní šrouby. Nejvyšší rychlost dosahovala 34,5 uzlu. Dosah byl 1000 námořních mil při 20 uzlech a 650 námořních mil při 25 uzlech.

## Služba
Po porážce Francie zůstalo šest torpédovek v britských přístavech, kde byly v červnu 1940 zajaty Brity. V dalším průběhu války byly využívány v pomocných úlohách, zejména ve výcviku. Ke konci války už byly v rezervě. Na počátku 50. let byly sešrotovány.